# El Idrissia
El Idrissia (în arabă الإدريسية) este o comună din provincia Djelfa, Algeria.
Populația comunei este de 32.900 locuitori (2008).